# Catedral del Santísimo Salvador (Bayamo)
La Catedral del Santísimo Salvador de Bayamo o bien la Catedral de Bayamo es la sede del obispo de la Diócesis del Santísimo Salvador de Bayamo-Manzanillo, una localidad de la isla caribeña de Cuba. 
El edificio original se construyó en 1516, al poco tiempo de fundarse la villa y actual ciudad de Bayamo. Junto a la otrora iglesia, hoy catedral, está la capilla de Nuestra Señora de los Dolores, que data del año 1720. Los estudios arqueológicos realizados en la Catedral de San Salvador de Bayamo corroboran que fue una de las primeras iglesias fundadas en el país. Las primeras versiones del edificio fueron arrasadas por tres terremotos ocurridos en los años 1551,1624 y 1766. 
En el siglo XVIII, se construyó la Capilla de los Dolores, donde se conserva un altar barroco laminado en oro y un bello techo de madera preciosa de cedro, con estilo mudéjar. Destruida mayormente durante el Incendio de Bayamo en enero de 1869, no fue reconstruida hasta 1916-1919. En la década de 1950, se le construyeron aulas para la enseñanza del catecismo. 
Se encuentra ubicada en el centro histórico urbano de la ciudad, específicamente a un lado de la Plaza del Himno. El edificio actual es una construcción religiosa de estilo colonial. Está formada por una nave y torre-campanario de tres cuerpos, rematada por una cúpula. La nave con atrio, baptisterio, una galería central y dos laterales, y un presbiterio; a la parte izquierda, con respecto al atrio, están ubicadas la Capilla de Nuestra Señora de los Dolores, la casa parroquial de dos plantas y el edificio de catecismo, así como una Biblioteca y locales de servicio. 
Sufrió una restauración parcial en 1982, otra entre 1988 y 1989, y una más completa en 2004. En 1995 fue elevada al rango de Catedral. Funciona en la actualidad como la iglesia parroquial de la localidad, además de ser la sede episcopal de la Diócesis del Santísimo Salvador de Bayamo-Manzanillo. 